# Rik Pelckmans
Rik Pelckmans (Wilrijk, 1 juli 1953) is een Belgisch componist, muziekpedagoog, dirigent, organist en klavecimbelspeler.

## Levensloop
Pelckmans kreeg muzieklessen aan de "Gemeentelijke Muziek-Academie" te Merksem. Hij studeerde aan het Koninklijk Vlaams Conservatorium Antwerpen. Aldaar behaalde hij diploma's voor solfège (1971) bij Lode Dieltiens, harmonieleer (1973) bij Jos De Greeve, muziekgeschiedenis (1973) bij Kamiel Cooremans, orgel (1974) bij Stanis Deriemaeker, praktische harmonie (1975) bij Jos Van Looy, muziekanalyse (1976) bij August Verbesselt, klavecimbel (1977) bij Jos Van Immerseel en contrapunt (1978) bij Noël Heremans. Later studeerde hij nog fuga en compositie bij Peter Cabus aan het Koninklijk Conservatorium te Brussel.
Aanvankelijk was Pelckmans docent aan de muziekacademie van Ekeren van 1978 tot 1986. Sinds 1986 is hij directeur van de Stedelijke Academie voor Muziek, Woord en Dans te Turnhout. Daarnaast was hij werkzaam als solist op de orgel en de klavecimbel. Hij speelde in ensembles in België, Nederland, Frankrijk, Oostenrijk, Italië en het voormalig Joegoslavië.
Samen met Hilde Van Hoiweghen, Monique Rothheut en Jef Van Boven stichtte hij in 1996 het kamermuziekensemble Entr'acte.
Als componist schreef Pelckmans werken voor kamermuziek, salonorkest, koormuziek en blaasorkest.

## Composities

### Werken voor harmonie- of fanfareorkest
- 1989 Swing March
- Here's to freedom and understanding
- Transmission March

### Werken voor salonorkest
- Borsbeek Wals
- Circus Galop

### Kamermuziek
- Four jazz pieces, voor saxofoonkwartet
- Slapstick, voor Esklarinet, twee klarinetten in bes en basklarinet